# 암피사 (신화)
암피사(Amphissa)는 그리스 신화에 나오는 아폴론의 사랑을 받은 여성이다. 이세라고도 한다. 헬렌의 아들 아이올로스가 에나레테와 결혼하여 태어난 마카레우스와 카나케 남매가 근친상간을 저질러 태어난 딸이다. 아폴론의 사랑을 받았는데, 아라크네가 아테나 여신과 베짜는 솜씨를 겨룰 때, 아폴론이 목동으로 변신하여 암피사를 유혹하는 장면을 짜 넣었다고 한다. 암피사는 나중에 로크리스 지방에 있는 주요 도시의 이름이 되었다. 